# Scooby-Doo (серия игр)
Scooby-Doo! Mystery Adventures и Scooby-Doo! Case Files — это серии приключенческих игр, созданные компанией The Learning Company для Microsoft Windows в 2000—2007 годах.

## Игровой процесс
Игры представляют собой приключения, в котором нужно искать улики, различные предметы, составлять из них комбинации и решать головоломки. Играть предстоит за Скуби-Ду со своей корпорацией «Тайна», в которую входят его лучший друг Шэгги Роджерс, Велма Динкли, Дафна Блэйк и Фред Джонс.
Каждая игра разделяется на множество «локаций», которые соединены между собой дверьми, переходами, коридорами и лестницами. В локациях необходимо решить головоломку или поговорить с людьми для того, чтобы получить улику. Эти улики необходимы для того, чтобы сократить число подозреваемых людей и найти виновного в разгадке тайны. С подозреваемыми подростки встречаются на каждых локациях и разговаривают с ними о произошедшим. После того как будут собраны улики, команда ловит призрака или существа и определяет виноватого в преступлении.
Графика в игре стилистически сходна с оригинальным мультсериалом.

## Выпуски
| Серия                          | Русское название игры                    | Оригинальное название                               | Дата выхода английской версии | Дата выхода русской версии |
| ------------------------------ | ---------------------------------------- | --------------------------------------------------- | ----------------------------- | -------------------------- |
| Scooby-Doo! Mystery Adventures | Скуби-Ду! Приключения в городе призраков | Scooby-Doo: Showdown in Ghost Town                  | 26 октября 2000               | 19 ноября 2004             |
| Scooby-Doo! Mystery Adventures | Скуби-Ду! Призрак рыцаря                 | Scooby-Doo: Phantom of the Knight                   | 11 ноября 2000                | 28 января 2005             |
| Scooby-Doo! Mystery Adventures | Скуби-Ду! Загадка Сфинкса                | Scooby-Doo: Jinx at the Sphinx                      | 30 октября 2001               | 3 февраля 2006             |
| Scooby-Doo! Case Files         | Скуби-Ду! Сияющий Жукан                  | Scooby-Doo: Case File #1: The Glowing Bug Man       | 13 ноября 2002                | 9 июня 2005                |
| Scooby-Doo! Case Files         | Скуби-Ду! Китайский дракон               | Scooby-Doo! Case File #2: The Scary Stone Dragon    | 2 октября 2003                | 23 сентября 2005           |
| Scooby-Doo! Case Files         | Скуби-Ду! Свет! Камера! Тайна!           | Scooby-Doo! Case File #3: Frights! Camera! Mystery! | 8 июня 2007                   | 28 декабря 2007            |